# Ted DiBiase
Theodore Marvin DiBiase, Sr. (født 18. januar 1954), bedre kendt under sit ringnavn Ted DiBiase eller i World Wrestling Federation (WWF) som The Million Dollar Man, er en tidligere amerikansk wrestler og manager. I WWF vandt han titlen som King of the Ring i 1988 og WWF Tag Team Championship tre gange. Han blev indlemmet i WWE Hall of Fame i 2010. 
Ted DiBiase startede med at wrestle i midten af 1970'erne og oplevede stor succes op gennem 1980'erne i forskellige wrestlingorganisationer, både i World Wrestling Federation, National Wrestling Alliance og i Japan. Det var dog, da han for anden gang kom til WWF og udviklede sin gimmick som The Million Dollar Man, at DiBiases karriere for alvor tog fart. I slutningen af 1980'erne udfordrede han adskillige gange den regerende verdensmester Hulk Hogan i VM-titelkampe, men uden held. I 1988 betalte han André the Giant for at vinde VM-titlen for ham. Under meget polemik lykkedes det kæmpen at vinde titlen fra Hulk Hogan, og som aftalt forærede han VM-bæltet med det samme til DiBiase og proklamerede ham som den nye verdensmester. WWF anerkendte dog ikke DiBiase som den nye verdensmester og tog titlen fra ham. I stedet for blev der afholdt en VM-turnering ved WWF's Wrestlemania IV i foråret 1988, hvor DiBiase nåede finalen, men tabte til Randy Savage. 
Langt om længe opgav Ted DiBiase at vinde VM-titlen og lavede derfor sin egen titel – The Million Dollar Championship. WWF anerkendte dog langt fra titlen som en af deres titler, og det var som regel også DiBiase, der var indehaver af bæltet. DiBiase wrestlede i WWF indtil 1996, hvorefter han begyndte som manager for heel-gruppen New World Order (nWo) i World Championship Wrestling (WCW). I 1997 begyndte han dog som manager for Steiner Brothers og førte dem til WCW World Tag Team Championship. Han blev ved WCW indtil 1998 og trak sig derefter tilbage fra wrestling. I dag arbejder han som præst og producerer events med en blanding af kristendom og wrestling. I 2010 blev han indlemmet i WWE Hall of Fame i World Wrestling Entertainment (tidligere WWF), hvor hans søn Ted DiBiase, Jr. wrestler. 